# WWE Bragging Rights
WWE Bragging Rights foi um evento de wrestling profissional pay-per-view (PPV) produzido pela World Wrestling Entertainment (WWE), uma promoção de wrestling profissional com sede em Connecticut. O evento foi estabelecido em 2009 e substituiu o Cyber Sunday no final de outubro do calendário de pay-per-view da WWE. O conceito do show envolvia uma série de lutas interpromocionais por "direitos de se gabar" entre lutadores das divisões de marca Raw e SmackDown com um troféu Bragging Rights concedido como prêmio. Entre as partidas, uma luta de 14 homens foi realizada entre as duas marcas. Em 2009, o show que ganhou mais partidas fora da série ganhou o troféu. No entanto, em 2010, que foi o evento final, a marca vencedora foi simplesmente determinada pela luta de 14 homens. A marca SmackDown ganhou o troféu nas duas vezes em que o evento foi realizado.
Em 2011, Bragging Rights foi substituído pelo retorno do Vengeance como o evento programado para outubro. No entanto, em 2012, a WWE optou por ter apenas um pay-per-view em outubro, Hell in a Cell, descartando Vengeance e movendo Hell in a Cell para o último domingo de outubro. Em 2016, a WWE incorporou um conceito semelhante de lutas interpromocionais em seu evento Survivor Series de longa data, que desde então tem sido o tema desse evento.

## História
Em 2009, a World Wrestling Entertainment (WWE) estabeleceu o Bragging Rights para substituir o Cyber Sunday como seu pay-per-view (PPV) de outubro. Este evento inaugural ocorreu em 25 de outubro de 2009. Um segundo Bragging Rights foi realizado no ano seguinte em 24 de outubro de 2010; no entanto, este seria o último evento Bragging Rights, já que a WWE descontinuou o PPV e o substituiu pelo retorno do Vengeance, embora o próprio Vengeance fosse descartado em 2012. a favor de ter apenas um PPV de outubro por ano, Hell in a Cell.
Com apenas dois eventos realizados na cronologia do Bragging Rights, ambos ocorreram em arenas cobertas nos Estados Unidos. As lutas do campeonato foram agendadas em todos os cards, com os títulos de nível inferior apresentados no card preliminar e os de nível superior no card principal. Lutas não-interpromocionais para o card foram restringidas pela divisão da marca, onde a WWE atribuiu seus artistas às marcas Raw ou SmackDown, fazendo com que essas lutas fossem configuradas apenas entre lutadores no mesmo show.

## Conceito
O conceito deste pay-per-view era que havia uma série de lutas para determinar qual marca da WWE, Raw ou SmackDown, receberia o troféu ''bragging rights''. As lutas interpromocionais que aconteceram incluíram o Campeão dos Estados Unidos vs. o Campeão Intercontinental, e uma luta de 14 homens entre as duas marcas. Em 2009, houve uma luta interpromocional de duplas de seis divas, mas foi cancelada em 2010. Além disso, a luta de duplas de 14 homens estava sob as regras de eliminação em 2010. Em 2009, o vencedor foi determinado por quem ganhou mais lutas, mas em 2010, a luta de duplas determinou o vencedor. O SmackDown ganhou o troféu nos dois anos. Embora a marca ECW tivesse um dark match antes do show de 2009, ela não estava envolvida na competição interbrand, e a ECW foi dissolvida em fevereiro de 2010, vários meses antes do segundo e último evento Bragging Rights.
Em 2016, a WWE incorporou um conceito semelhante de lutas interpromocionais em seu evento Survivor Series de longa data, e o evento agora está centrado na competição pela supremacia da marca.

## Eventos
| #                                              | Evento                 | Data                  | Cidade                  | Local         | Evento principal | Marca vencedora | Times | Ref.  |
| ---------------------------------------------- | ---------------------- | --------------------- | ----------------------- | ------------- | --- | --------------- | --- | ----- |
| 1                                              | Bragging Rights (2009) | 25 de outubro de 2009 | Pittsburgh, Pensilvânia | Mellon Arena  | Randy Orton (c) vs. John Cena em uma luta Anything Goes Iron Man de 60 minutos pelo Campeonato da WWE, onde se Cena perdesse, ele teria que deixar a marca Raw | SmackDown       | Team Raw (D-Generation X (Triple H & Shawn Michaels) (Co-Capitães), The Big Show, Cody Rhodes, Jack Swagger, Kofi Kingston e Mark Henry) vs. Team SmackDown (Kane & Chris Jericho (Co-Capitães), R-Truth, Matt Hardy, Finlay e The Hart Dynasty (Tyson Kidd & David Hart Smith)) | [ 1 ] |
| 2                                              | Bragging Rights (2010) | 24 de outubro de 2010 | Minneapolis, Minnesota  | Target Center | Randy Orton (c) vs. Wade Barrett (com John Cena) pelo Campeonato da WWE, onde se Barrett perdesse, Cena seria demitido                                         | SmackDown       | Team Raw (The Miz (capitão), Ezekiel Jackson, Sheamus, John Morrison, CM Punk, Santino Marella e R-Truth) vs. Team SmackDown (The Big Show (capitão), Jack Swagger, Kofi Kingston, Tyler Reks, Alberto Del Rio, Rey Mysterio e Edge)                                             | [ 2 ] |
| (c) – refere-se ao(s) campeão(s) antes da luta |                        |                       |                         |               | |                 | |       |